# Femrat
Femrat (pol. Kobiety) – albańsko-amerykańska komedia romantyczna z roku 2013 w reżyserii Rudiny Vojvody.

## Opis fabuły
Satyryczny obraz współczesnego społeczeństwa albańskiego. 30-letni adwokat Rik, mieszkający w Tiranie po rozwodzie prowadzi życie singla. Sytuacja ta bardzo niepokoi jego matkę, która domaga się, aby ponownie się ożenił. Rik spotyka na swojej drodze kilkanaście kobiet, które pragną się z nim związać, ale żadnej nie jest w stanie zaakceptować. Sytuacja ulega zmianie, kiedy zakochuje się w jednej z nich.
Premiera filmu odbyła się 14 listopada 2013 w tirańskim kinie Millenium.

## Obsada
- Ermal Mamaqi jako adwokat Rik
- Enxhi Cuku jako Ada
- Zamira Kita jako Dyshka
- Robert Aliaj jako Agron
- Salsano Rrapi jako Andreas
- Erjona Kakeli jako Ardita
- Olta Daku jako Nada/Leda
- Roland Saro jako Erlisi
- Ina Gjonçaj jako Eva
- Xheni Halluli jako Lona
- Erdit Asllani jako Rimi
- Arjola Basho jako Moza
- Besmir Bitraku jako Lypsari
- Eni Bitraku jako Ditmir Bendo
- Marko Bitraku jako znachor
- Elona Hyseni jako właścicielka baru